# Acharnement thérapeutique
 (décembre 2024).
Si vous disposez d'ouvrages ou d'articles de référence ou si vous connaissez des sites web de qualité traitant du thème abordé ici, merci de compléter l'article en donnant les références utiles à sa vérifiabilité et en les liant à la section « Notes et références ».
L’acharnement thérapeutique, appelé « obstination déraisonnable » dans la législation médicale, désigne l'emploi de thérapies exagérément lourdes pour le patient, disproportionnées par rapport à l'amélioration attendue, le refus de cet acharnement pouvant potentiellement conduire à la mort. Il pose le problème du conflit entre la liberté du patient et les convictions, voire les intérêts financiers, du corps médical.
Dans certains pays, l'acharnement thérapeutique est interdit, car considéré comme contraire du respect au patient et de l'exigence de son consentement aux examens et aux soins.

## Acharnement thérapeutique, obstination thérapeutique déraisonnable
Les deux expressions « acharnement thérapeutique » et « obstination thérapeutique déraisonnable » sont intimement liées. Elles sont indifféremment utilisées par beaucoup, mais sont en réalité historiquement, légalement et conceptuellement différentes, voire controversées. En médecine, il serait plus judicieux de parler dans les deux cas d’acharnement thérapeutique ou d’obstination thérapeutique déraisonnable. Ce sont les investigations diagnostiques invasives ou les thérapeutiques actives, particulièrement développées grâce aux progrès techno-scientifiques de ces dernières décennies souvent en unité de réanimation, qui peuvent devenir ou apparaître déraisonnables. Un soin, un juste soin, empreint d’humanité, ne peut relever ni d’un acharnement ni d’une obstination déraisonnable. Le terme d’acharnement reste encore l’expression des malades, de leurs proches et de la plupart des soignants. Cependant aujourd’hui, conformément aux recommandations et aux lois c’est le terme d’obstination thérapeutique déraisonnable qui devient le plus approprié.

## Législation française
En France, l'interdiction de l'acharnement thérapeutique a été introduite dans le code de la santé publique par la loi de Leonetti de 2005. En effet, selon un avis du Comité consultatif national d'éthique (CCNE) en 2000, il témoigne d'« une obstination déraisonnable, refusant par un raisonnement buté de reconnaître qu’un homme est voué à la mort et qu’il n’est pas curable ». La loi de Claeys-Leonetti du 2 février 2016 a précisé cette notion en modifiant l'article L1111-4 du code de la santé publique, qui concerne le refus des traitements, et en créant un article L1110-5-1 qui définit plus clairement l'obstination déraisonnable : « Les actes mentionnés à l'article L. 1110-5 ne doivent pas être mis en œuvre ou poursuivis lorsqu'ils résultent d'une obstination déraisonnable. Lorsqu'ils apparaissent inutiles, disproportionnés ou lorsqu'ils n'ont d'autre effet que le seul maintien artificiel de la vie, ils peuvent être suspendus ou ne pas être entrepris, conformément à la volonté du patient et, si ce dernier est hors d'état d'exprimer sa volonté, à l'issue d'une procédure collégiale définie par voie réglementaire ».

## Acharnement thérapeutique et euthanasie
La difficulté de la question du non-acharnement thérapeutique réside dans la limite avec l'euthanasie, qui est punie par la loi dans la plupart des pays. L'euthanasie désigne une pratique (action ou omission) dont l'objectif est de provoquer intentionnellement le décès d'une personne, en principe atteinte d'une maladie incurable qui lui inflige des souffrances intolérables, particulièrement par un médecin ou sous son contrôle. En France, la situation de Vincent Lambert, par exemple, a été qualifiée d'obstination déraisonnable par son médecin et par plusieurs décisions de justice, mais reste une source de procédures judiciaires et de débats sociétaux depuis plusieurs années sur le fait de savoir si l'arrêt des traitements serait une euthanasie ou pas.
En France, le Code de déontologie médicale rejette l'acharnement thérapeutique, tout en préconisant les soins palliatifs. Ces derniers n'ont pas pour objectif de hâter le décès des patients mais de soulager la douleur, même si, pour ce faire, il arrive aux soignants d'user de doses d'analgésiques ou d'antalgiques qui risquent de rapprocher le moment du décès.
Le Danemark reconnaît un droit des malades à refuser un traitement.

## Position de l'Église catholique
L'encyclique Evangelium vitae rappelle la doctrine de l'Église catholique sur la fin de vie. Elle reprend les distinctions précédentes et rejette l'euthanasie et l'acharnement thérapeutique :

« Il faut distinguer de l'euthanasie la décision de renoncer à ce qu'on appelle l’acharnement thérapeutique, c'est-à-dire à certaines interventions médicales qui ne conviennent plus à la situation réelle du malade, parce qu'elles sont désormais disproportionnées par rapport aux résultats que l'on pourrait espérer ou encore parce qu'elles sont trop lourdes pour lui et pour sa famille. Dans ces situations, lorsque la mort s'annonce imminente et inévitable, on peut en conscience « renoncer à des traitements qui ne procureraient qu’un sursis précaire et pénible de la vie, sans interrompre pourtant les soins dus au malade en pareil cas » »

— Evangelium vitae, 65
Une distinction est ainsi tracée entre les « soins normaux » et les traitements médicaux. C'est ainsi que, dans un document approuvé par le pape Benoît XVI, la Congrégation pour la doctrine de la foi estime que l'alimentation et l'hydratation artificielles constituent « en règle générale un moyen ordinaire et proportionné de maintien de la vie », qui ne doit pas être interrompu par respect pour la dignité des patients.